# Kjell Samuelsson
Kjell William Alf Samuelsson (* 18. Oktober 1958 in Tingsryd) ist ein ehemaliger schwedischer Eishockeyspieler und jetziger -trainer. In seiner aktiven Karriere bestritt der Verteidiger zwischen 1976 und 1999 unter anderem über 800 Partien für die New York Rangers, Philadelphia Flyers, Pittsburgh Penguins und Tampa Bay Lightning in der National Hockey League. Mit den Penguins gewann er dabei in den Playoffs 1992 den Stanley Cup. Zudem errang er mit der schwedischen Nationalmannschaft die Goldmedaille bei der Weltmeisterschaft 1991. Seit dem Jahre 2000 ist Samuelsson in unterschiedlichen Trainerfunktionen bei den Philadelphia Flyers tätig.

## Karriere
Kjell Samuelsson begann seine Karriere als Eishockeyspieler in seiner Heimatstadt bei Tingsryds AIF, für dessen Profimannschaft er von 1976 bis 1983 in der damals zweitklassigen Division 1 aktiv war. Anschließend spielte der Verteidiger zwei Jahre lang für Leksands IF in der Elitserien. In diesem Zeitraum wurde er im NHL Entry Draft 1984 in der sechsten Runde als insgesamt 119. Spieler von den New York Rangers ausgewählt, für die er in der Saison 1985/86 sein Debüt in der National Hockey League gab. Dabei gab er in seinem Rookiejahr in insgesamt 18 Spielen eine Vorlage. Den Großteil der Spielzeit verbrachte er allerdings bei deren Farmteam aus der American Hockey League, den New Haven Nighthawks.
Am 18. Dezember 1986 wurde Samuelsson von den Rangers zusammen mit einem Zweitrunden-Wahlrecht im Tausch für Bob Froese zu den Philadelphia Flyers transferiert, für die er in den folgenden fünf Jahren in der NHL auf dem Eis stand, ehe er im Februar 1992 an die Pittsburgh Penguins abgegeben wurde. Mit diesen gewann er am Saisonende zum ersten und einzigen Mal in seiner Laufbahn den prestigeträchtigen Stanley Cup. Im Sommer 1995 kehrte der Schwede nach Philadelphia zurück, für die er drei Jahre lang auflief. Die Saison 1998/99 begann der Rechtsschütze bei der VEU Feldkirch aus der Österreichischen Bundesliga, für die er in acht Pflichtspielen aktiv war, ehe er bei den Tampa Bay Lightning aus der NHL unterschrieb. Dort beendete er am Saisonende seine aktive Laufbahn.
Unmittelbar im Anschluss an seine Karriere wurde Samuelsson zur Saison 1999/2000 Assistenztrainer bei den Trenton Titans aus der East Coast Hockey League, ehe er in das Franchise seines Ex-Clubs Philadelphia Flyers wechselte. Dort wurde er Assistenztrainer des AHL-Farmteams, der Philadelphia Phantoms. In dieser Funktion war er bis 2013 tätig, wobei er in der Spielzeit 2006/07 zwischenzeitlich das Amt des Cheftrainers von Craig Berube übernahm, der das Team nur an den ersten sechs Spieltagen betreute. Ab der Saison 2009/10 firmierte das Team als Adirondack Phantoms, wobei der Schwede den Umzug nach New York mit antrat. Zur Saison 2013/14 stieg er dann in den Trainerstab der Flyers auf, wo er seither als „Development Coach“ tätig ist.

### International
Für Schweden nahm Samuelsson an der Weltmeisterschaft 1991 teil, bei der er mit seiner Mannschaft Weltmeister wurde. Zudem vertrat er sein Heimatland beim Canada Cup 1991.

## Erfolge und Auszeichnungen
- 1988 NHL All-Star Game
- 1991 Goldmedaille bei der Weltmeisterschaft
- 1992 Stanley-Cup-Gewinn mit den Pittsburgh Penguins

## Familie
Sein Sohn Mattias Samuelsson schaffte als Abwehrspieler ebenfalls den Sprung in die NHL.